# Sūduvastadion
Het Sūduvastadion is een multifunctioneel stadion in Marijampolė, een stad in Litouwen. Het stadion werd geopend op 6 juli 2008. Het stadion wordt vooral gebruikt voor voetbalwedstrijden. De voetbalclub Sūduva Marijampolė maakt gebruik van dit stadion. In het stadion is plaats voor 6.200 toeschouwers. 